# Тревізо (провінція)
Провінція Тревізо (італ. Provincia di Treviso) — провінція в Італії, у регіоні Венето. 
Площа провінції — 2 476,68 км², населення — 892 811 осіб.
Столицею провінції є місто Тревізо.

## Географія
Межує на півночі з провінцією Беллуно, на сході з регіоном Фріулі-Венеція-Джулія (провінцією Порденоне), на півдні з провінцією Венеція і провінцією Падуя, на заході з провінцією Віченца.

## Основні муніципалітети
Найбільші за кількістю мешканців муніципалітети (ISTAT, 30/06/2008):
| Ном. | Муніципалітет       | Населення (осіб) | Площа (км²) | Густота (ос/км²) | Висота (м.н.р.м.) |
| ---- | ------------------- | ---------------- | ----------- | ---------------- | ----------------- |
| 1°   | Тревізо             | 82.067           | 55,50       | 1479             | 15                |
| 2°   | Конельяно           | 35.485           | 36,33       | 977              | 72                |
| 3°   | Кастелфранко-Венето | 33.358           | 50,93       | 655              | 42                |
| 4°   | Монтебеллуна        | 30.601           | 48,98       | 625              | 109               |
| 5°   | Вітторіо-Венето     | 29.169           | 82,61       | 353              | 138               |
| 6°   | Мольяно-Венето      | 27.966           | 46,15       | 606              | 8                 |
| 7°   | Паезе               | 21.376           | 38,00       | 563              | 12                |
| 8°   | Одерцо              | 19.867           | 42,57       | 467              | 14                |
| 9°   | Віллорба            | 18.035           | 30,59       | 590              | 26                |
| 10°  | Преганціоль         | 16.759           | 22,89       | 732              | 12                |

## Історія
Провінція Тревізо була заснована кельтами, але згодом процвітала за римлян, які створили тут свій район, коли Тревізо стало муніципієм, а пізніше опинилася під владою гунів, остготів та лангобардів. З часом політична влада поступилася місцем церковній, і близько 1000 року Тревізо було розділено на дві діоцезії. Воно перетворилося на графство, муніципалітет, а пізніше — на сеньйорію. Наприкінці XIV століття Тревізо опинилося під владою Венеційської республіки, було поділене на різні регіменти та феодальні території, проте зберігало єдність під управлінням подести Тревізо.